# GARTEN OF BANBAN
GARTEN OF BANBAN(반반의 유치원 또는 반반의 어린이집)은 2023년 1월 3일 최초 발매한 캐나다의 비디오 게임이다.
챕터 1: 2023년 1월 / 챕터 2: 2023년 3월 / 챕터3: 2023년 5월 / 챕터 4: 2023년 8월 / 챕터 6: 2023년 12월 / 챕터 7: 2024년 5월 / 챕터 8: 2025년 5월 약 네 달 간격으로 챕터를 발매한 비디오 게임이다.

## 챕터별 엔딩

### 챕터 1
엘리베이터에 내려가서 점보 조쉬와 함께 떨어지면 바로 엔딩이다 (Garten of Banban 2)의 화면이 나와진다

### 챕터 2
반발리나의 추격이 끝나며 엘리베이터로 내려가면 엔딩이 나온다 (Garten of Banban 3)의 화면이 나와진다

### 챕터 3
악마 반반의 추격이 끝나며 아기 오필라 버드와 같이 엘리베이터에 내려가면 엔딩이다 (Garten of Banban 4)화면이 나온다

### 챕터 4
비터기글 2번째 추격이 끝나며 보안관 토드스터와 함께 엘리베이터로 내려가보면 엔딩이다 (Garten of Banban 6)화면이 나온다

### 챕터 5
미정

### 챕터 6
엘리베이터에 오니 세뇌된 몬스터 들과 최종보스 다다두경이 나온다 반반은 엘리베이터에 안타고 주인공은 엘리베이터를 타고 밑으로 내려가며 반반은 세뇌된 몬스터들에게 공격을 당하면 엔딩이다 (Garten of Banban 7)화면이 나온다

### 챕터 7
작은 공간에서 일어나보니 반반의 벽화를 눌러보면 플럼보가 나오며 주인공이 뒤를 돌아보며 시링전이 주인공을 기절 시켜버리면 엔딩이다 (Garten of Banban 8)화면이 나온다

## 챕터

### 챕터 1
사라진 아이들을 찾으러 이 유치원에 들어오면서 시작한다. 책상에 놓인 파란색 카드키로 파란색 문을 열어 드론을 발견한다. 드론 옆엔 편지도 있었다.
요약하면 클레어라는 아이가 자신을 좋아하게 만들기 위해 핑크색 새 괴물과 싸우겠다는 내용이다.
그리고 노란색 문을 통과하면 오필라 새가 쳐다보고 있다가 오필라 새 쪽으로 다가가면 사라진다. 놀이터로 보이는 공간으로 들어가면 오필라 새가 앉아있고 오필라새 옆에는 알을 6개... 모아오라는 미션이 있다. 미션을 깨고 망치로 다음 구역으로 가면 '나는 무슨 색이였을까'라며 각 유치원 마스코트들의 색을 맞히는 미션이 있다. 색을 맞히고 책장이 열린다. 책장안에는 어떤 아이가 클레어만 빼고 논다는 글이 적혀있다. 그리고 이 때부터 오필라 새가 쫒아오기 시작한다.그래서 올라오는 ㅂ발판을 타고 위 쪽으로 건너가서 stop 버튼을 누르면 발판이 사라지며 오필라 새가 바닥으로 떨어진다. 이후 주황색 키 카드를 열고 방으로 들어가서 올라오는 엘리베이터를 타고 내려가면 내려가다가 멈추고, 갑자기 멈추더니 점보 조쉬가 엘리베이터를 떨어트린다.

#### 평가
- 플레이 타임이 지나치게 짧다.
- 오필라 새가 쫒아오는 게 기괴하다. 등이 있다.

### 챕터 2
점보 조시가 떨어진 것부터 시작한다.
주황색 키카드를 다시 줍고, 통신 구역으로 이동한다. 통신구역의 벽에는 'Spiders are real(거미는 진짜다)'라고 크게 쓰여 있다. 그리고 그 위 층의 벽에는 'The spider is real and is coming(거미는 진짜고 오고 있다)'라고 쓰여 있고, 밑에 층에 있는 쪽지에는 Spiders are real(거미는 진짜다)라고 여러번 쓰여 있다. 실제로 위 층으로 가서 밑을 보면 냅냅이 쳐다보고 있다. 냅냅에게 다가가면 사라진다.
통신 구역으로 들어가면 반반이 보안실에 실수로 들어갔는데 하늘색 키 카드가 필요하다며, 자신에겐 없다고 한다. 그렇게 힘들게 찾아줬더니 보안실 책상 위엔 편지가 있다. 그 편지를 읽다가 반반이 뒤통수를 때려 기절한다. 반반은 작은 수술을 하겠다고 하며 주인공을 어딘가로 데려간다. 그 곳에서 노란색 키 카드를 얻고 엘리베이터를 타고 위로 올라간다. 그 곳에서 8마리의 캡틴 피들스의 혈액을 채취하고 다시 가운데 길로 간다. 그 곳에서 기바늄(GV)라는 물질을 발견하고, 문으로 들어가 게임을 한다. 파란색 키카드를 손에 넣고, 반발리나의 수업을 듣고 오필라 아기 새를 둥지에 넣고, 슬로우 셀린과 무궁화 꽃이 피었습니다를 한다. 그리고 다시 왼 쪽 구역으로 간다. 거기서 반반이 유리창 너머로 아래에 심연속의 존재가 있다는 의미심장한 말을 하고 반발리나가 You're a bad student!(넌 나쁜 학생이야!)라고 말하며 추격전이 시작된다. 추격전이 끝난 후 내려가면서 끝난다.

## 목소리 출연

#### 한국어 목소리
- 엄상현 - 반반,미스터 카봅맨,보안관 토드스터
- 전태열 - 비터기글
- 양정화 - 반발리나,슬로우 셀린,기바늄 쌍둥이
- 홍범기 - 졸피우스,다다두 경
- 남도형 - 스팅어 플린
- 신용우 - 시링전
- 이우리 - 점보 조쉬(챕터1~챕터6)
- 강호철 - 점보조쉬(챕터7 부터),기바늄 시민
- 배정미 - 바운실리아 여왕
- 정재헌 - 납납
- 이지현 - 오필라 버드(챕터1~챕터3),아기 오필라 버드 1째
- 전숙경 - 아기 오필라 버드 2째
- 윤아영 - 아기 오필라 버드 3째
- 이주창 - 아기 오필라 버드 4째
- 조현정 - 아기 오필라 버드 막내
- 박만영 - 아기 타르타 버드
- 강시현 - 납날리나
- 최한 - 타르타 버드
- 장광 - 캡틴 피들스
- 이재현  - 키티사우루스,더 내니
- 황창영 - 타마타키
- 이장원 - 차마타키
- 박성태 - 비터기글 지옥모드,반반 지옥모드
- 이인성 - 기바늄 돌연변이
- 전광주 - 장난꾸러기들
- 우정신 - 오필라 버드(4기 부터)

##### 평가 및 비판
- 퍼즐 요소가 지나치게 많다.
- 필요 없는 공간을 매우 많이 늘려놨다.
- 플레이타임을 지루하게 늘려놓았다.

### 챕터3[9]
챕터2에서 내려온 것부터 시작한다.
곧이어 안내방송으로 반반이 챕터2에서 주인공을 때린 것에 대해 사죄한다고 한다. 자신이 폭력적으로 변할지도 모르니 방송실에만 갇혀있겠다는 내용이다. 그리고 건전지 두 개를 모아 드론을 다시 작동시킨다. 초록색 문으로 들어가서 펜 6개를 줍고 스캐너를 작동시킨다. 그리고 핑크색 카드 키가 떨어진다(하늘에서)